# ファリス・アールン
ファリス・アールン（Faris Haroun, 1985年9月22日 - ）は、ベルギー・ブリュッセル出身の元サッカー選手。現役時代のポジションはミッドフィールダー。

## 経歴

### クラブ
2003年にKRCヘンクに加入。2004-05シーズンより主力として活躍し、翌シーズンは出場機会を失いかけるも、22試合に出場するなどコンスタントに出場する。しかし、2006-07シーズンは売却候補に挙がり、2007-08シーズンもベンチを温める状況に不満をかかえるなど不安定な立場であった。
2008年7月16日、ヘンクでの出場機会の少なさから、ジェルミナル・ベールスホットと4年契約を結んだ。ベールスホットではミッドフィルダーとしての地位を確立させ、2008-09シーズン、2009-10シーズンではチームトップの得点を記録した。
2011年8月18日、ミドルズブラFCと3年契約を結んだ。2011年8月21日のバーミンガム・シティFC戦でデビューした。2013-14シーズンは出場機会が減少し、2014年1月30日に双方合意のもと、ミドルズブラとの契約を解除した。
2014年1月31日にブラックプールFCにシーズン終了までの契約で加入した。
ブラックプールとの契約満了後、6ヶ月間の無所属期間を経て、2014年11月12日にサークル・ブルッヘに加入しベルギーに復帰した。
2016年12月26日、ロイヤル・アントワープFCと2年契約を結んだ。

### 代表
出身地のベルギーのほか、父親がチャド出身であるため同国でもプレーする権利を有する。しかし、年代別代表ではベルギーを選択し、A代表もベルギーを選んでいる。

## 人物
父親のナジム・アールンと従兄弟のケヴィン・ニカイゼはチャド代表のサッカー選手であった。